# Седлиська-Жмігродзькі
Седлиська-Жмігродзькі (пол. Siedliska Żmigrodzkie) — село в Польщі, у гміні Новий Змигород Ясельського повіту Підкарпатського воєводства.
Населення — 263 особи (2011).
У 1975-1998 роках село належало до Кросненського воєводства.

## Демографія
Демографічна структура станом на 31 березня 2011 року:
|          | Загалом | Допрацездатний вік | Працездатний вік | Постпрацездатний вік |
| -------- | ------- | ------------------ | ---------------- | -------------------- |
| Чоловіки | 123     | 28                 | 75               | 20                   |
| Жінки    | 140     | 39                 | 65               | 36                   |
| Разом    | 263     | 67                 | 140              | 56                   |